# Snowgoose
Snowgoose är ett band från Glasgow, Skottland som består av Jim McCulloch, Dave McGowan, Anna Sheard, Stuart Kidd och Raymond McGinley från Teenage Fanclub på gitarr.
2012 kom bandets första album Harmony Springs.